# Pjotr Andrejewitsch Kleinmichel

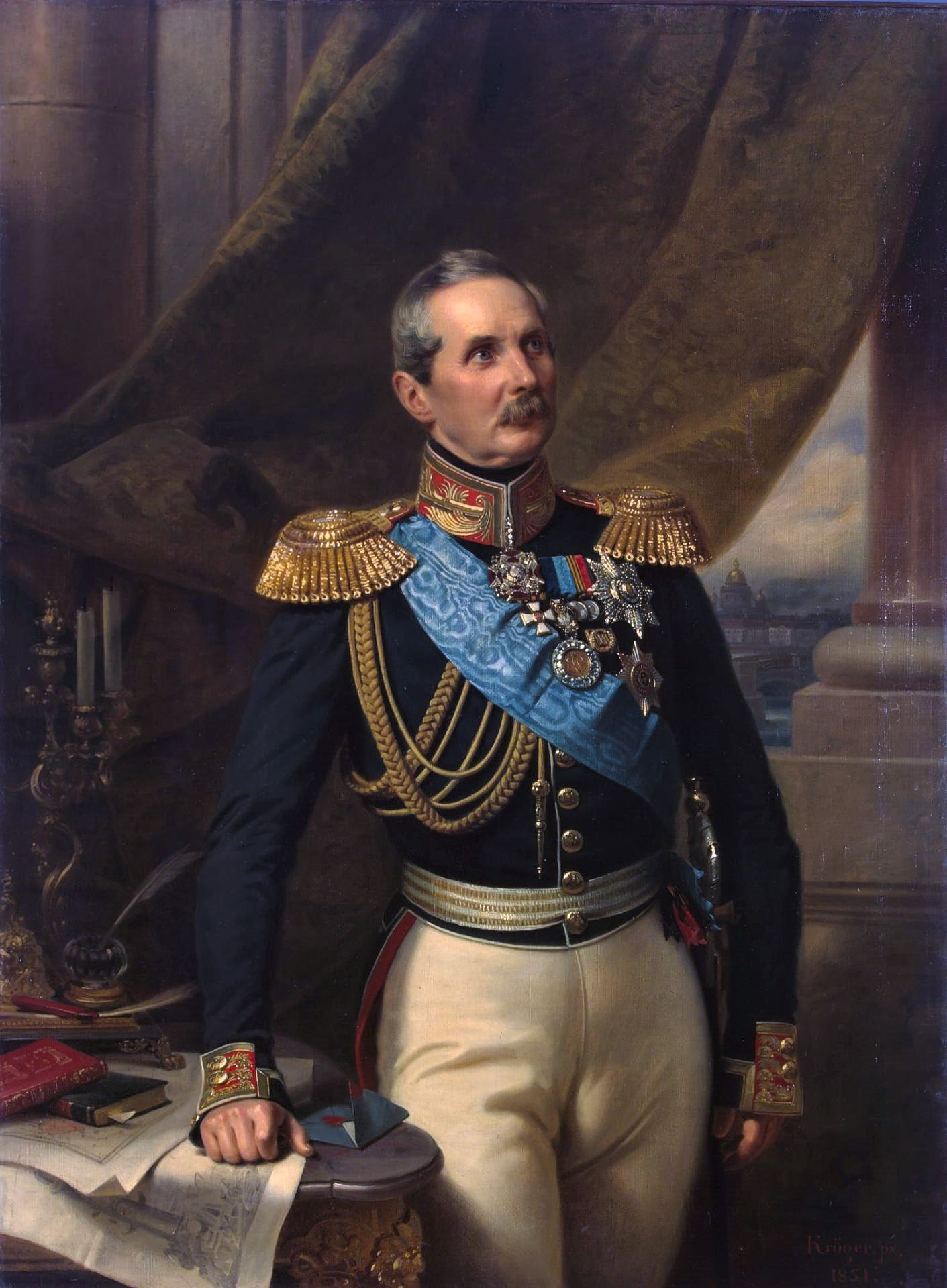
Peter Kleinmichel, Gemälde von Franz Krüger, 1850

Pjotr Andrejewitsch Kleinmichel (russisch Пётр Андре́евич Клейнми́хель, auch Peter Kleinmichel; * 30. Novemberjul. / 11. Dezember 1793greg. in Estland; † 3. Februarjul. / 15. Februar 1869greg. in Sankt Petersburg, Russisches Kaiserreich) war ein russischer General der Infanterie der Kaiserlich Russischen Armee und Minister für Transport und öffentliche Gebäude.

## Leben
Kleinmichel wurde in Sankt Petersburg erzogen und genoss eine Ausbildung am dortigen Kadettenkorps.
Nachdem er in die russische Armee eingetreten war, nahm er zwischen 1812 und 1814 am Krieg gegen Napoleon teil, in dem er zum Oberst befördert wurde. Nach seiner Rückkehr nach Russland wurde er 1819 Stabschef der Militärkolonien und 1820 Generalmajor. 1826 wurde er zum kaiserlichen Generaladjutanten befördert. Im Jahr 1839 wurde er in den Grafenstand erhoben und 1841 zum General der Infanterie befördert. Zu Beginn des Jahres 1842 wurde er Kriegsminister, und am Ende des gleichen Jahres erhielt Kleinmichel in Nachfolge von Karl Wilhelm von Toll die Position des Ministers für Transport und öffentliche Gebäude. Im Oktober 1855 wurde Kleinmichel, der als ein Liebling von Kaiser Nikolaus I. galt, unmittelbar nach der Thronbesteigung Alexander II. aus diesem Amt entlassen und Mitglied des Reichsrats, in dem er jedoch kaum teilnahm.
Kleinmichel überwachte unter anderem zwischen 1833 und 1839 den Wiederaufbau des Winterpalais in Petersburg, leitete den Bau der ersten Steinbrücke über die Newa, die Errichtung der Neuen Eremitage und den Bau der Nikolai-Eisenbahn.

## Familie
Kleinmichel war ein Enkel von Alexei Fjodorowitsch Turtschaninow.
Seine Tochter Elisabeth von Kleinmichel (1833–1896) heiratete seinen Adjutanten, den späteren General Nikolai Gustawowitsch Pilar von Pilchau.